# 博霍夫斯卡山
42°44′31″N 22°30′01″E / 42.74194°N 22.50028°E
博霍夫斯卡山是東南歐的山峰，位於保加利亞和塞爾維亞接壤的邊境，鄰近博西萊格勒，長10公里、寬6公里，海拔高度1,318米，山體由片岩組成，受大陸性氣候影響。